# Andorinhão-da-amazônia
O andorinhão-da-amazônia (Chaetura viridipennis) é uma espécie de ave da família Apodidae.
Pode ser encontrada nos seguintes países: Bolívia, Brasil, Colômbia, Equador e Peru.
Os seus habitats naturais são: florestas subtropicais ou tropicais húmidas de baixa altitude e florestas secundárias altamente degradadas.